# Mounir El Hamdaoui
Mounir El Hamdaoui - em árabe, منير الحمداوي‎ - (Roterdã, 14 de julho de 1984) é um ex-futebolista marroquino nascido nos Países Baixos que atuava como atacante. 

## Carreira
Hamdaoui fez parte do elenco da Seleção Marroquina de Futebol na Campeonato Africano das Nações de 2013.

## Títulos
AZ Alkmaar
- Campeonato Neerlandês: 2008–09
- Supercopa dos Países Baixos: 2009

Ajax
- Campeonato Neerlandês: 2010–11, 2011–12